# Bajram Curri
Bajram Curri là một đô thị trong quận Tropojë thuộc hạt Kukës, Albania. Dân số năm 2005 là 6561 người.